# Liste der Baudenkmäler in Bochold
Die Liste der Baudenkmäler in Bochold enthält die denkmalgeschützten Bauwerke auf dem Gebiet von Essen-Bochold, Stadtbezirk IV, in Nordrhein-Westfalen (Stand: Oktober 2018). Diese Baudenkmäler sind in der Denkmalliste der Stadt Essen eingetragen; Grundlage für die Aufnahme ist das Denkmalschutzgesetz Nordrhein-Westfalen (DSchG NRW).

| Bild               | Bezeichnung             | Lage                                                            | Beschreibung | Bauzeit              | Eingetragen seit   | Denkmal- nummer |
| ------------------ | ----------------------- | --------------------------------------------------------------- | --- | -------------------- | ------------------ | --------------- |
| weitere Bilder     | Ev. Matthäuskirche      | Bocholder Straße 39 Karte                                       | zeitgenössisch auch: Ev. Kirche am Fliegenbusch; Baubeginn im Frühjahr 1864; Einweihung 26. Oktober 1864; Architekt: Carl Wilhelm Theodor Freyse; umfangreiche Renovierung 1940; nach völliger Kriegszerstörung Wiederaufbau der ehemals dreischiffigen Kirche als flachgedeckte Saalkirche | 1864                 | 12. Oktober 1995   | 864 Wikidata    |
| ehem. Gemeindehaus | ehem. Gemeindehaus      | Bocholder Straße 41 Karte                                       | | nach 1905            | 12. Oktober 1995   | 865             |
| weitere Bilder     | Kirche St. Fronleichnam | Kampstraße 46 / Wüstenhöfer Straße zwischen Nr. 68 und 88 Karte | Planungsbeginn 1925 unter Beteiligung des Essener Architekten Ludwig Becker, Grundsteinlegung Juni 1932, Einweihung Ende 1932 durch Weihbischof Joseph Hammels, 1943 erhebliche Kriegsschäden, bis 1962 schrittweise wiederaufgebaut, 1992 verändert                                        | 1932                 | 12. Oktober 1995   | 867             |
| Wohnhaus           | Wohnhaus                | Legrandallee 22 Karte                                           | Villa des Communalbaumeisters Heinrich Wilhelm Voßkühler | 1894                 | 13. September 1990 | 621             |
| Wohnhaus           | Wohnhaus                | Wolfsbankstraße 9 Karte                                         | | Ende 19. Jahrhundert | 12. Oktober 1995   | 866             |